# Первая леди Израиля
Первая леди Израиля (ивр. הגברת הראשונה‎) — неофициальный титул супруги президента Израиля.
С 9 июля 2021 года первой леди Израиля является Михаль Герцог, супруга действующего президента Ицхака Герцога.

## Употребление термина «первая леди»
Первоначально термин «первая леди» (англ. First Lady) использовался для обозначения супруги президента США, однако в дальнейшем стал использоваться для обозначения супруги главы любого государства, если глава не является монархом. В Израиле главой государства является президент, соответственно супруга президента считается первой леди. На старом сайте президента на английском языке (не обновлялся с 2017 года) Нехама Ривлин представлена как First Lady, однако информации о ней нет на президентском сайте на иврите. Термин не является официальным.
С титулом «первая леди» в Израиле иногда возникает путаница, поскольку президент Израиля исполняет главным образом представительские и церемониальные функции, а реальные властные полномочия находятся в руках главы правительства (премьер-министра). Как супруга президента, так и супруга премьер-министра принимают участие в официальных церемониях. Случается, что супругу премьер-министра тоже называют первой леди. Так во время визита вице-президента США в Израиль в 2018 году при появлении премьер-министра Израиля Беньямина Нетанияху с супругой было объявлено по-английски: «Премьер-министр Беньямин Нетанияхуа и Первая леди Сара Нетанияху», что вызвало бурную реакцию недоумения в средствах массовой информации. Как пояснил потом руководитель протокола в интервью газете Гаарец, в Израиле нет официального тутула «первая леди», а используются два термина: «супруга президента страны» (ивр. אשת נשיא המדינה‎) и «супруга главы правительства» (ивр. אשת ראש הממשלה‎).

## Статус и функции первой леди
Супруга президента сопровождает его в официальной деятельности как в Израиле, так и за рубежом, участвует в официальных церемониях и принимает жен иностранных лидеров, которые посещают Израиль.
Функции супруги президента не определены законом, однако по закону она имеет право на содержание канцелярии за государственный счет и покрытие текущих расходов на одежду, проживание, содержание жилья, медицинское обслуживание даже после того, как президент уходит в отставку или умирает.

## Список первых леди Израиля
| №  | Портрет                                                                   | Имя                                               | Годы жизни                        | B статусе первой леди            | Президент     |
| -- | ------------------------------------------------------------------------- | ------------------------------------------------- | --------------------------------- | -------------------------------- | ------------- |
| 1  |                                                                           | Вера Вейцман (урождённая Шацман)                  | 27 ноября 1881 — 24 сентября 1966 | 17 февраля 1949 — 9 ноября 1952  | Хаим Вейцман  |
| 2  | Yitzhak Ben Zvi — Rahel Yanait 1962                                       | Рахель Янаит Бен-Цви (урождённая Голда Лишанская) | 1886 — 16 ноября 1979             | 16 декабря 1952 — 23 апреля 1963 | Ицхак Бен-Цви |
| 3  | Rachel Katznelson-Shazar 1964                                             | Рахель Кацнельсон-Шазар (урождённая Кацнельсон)   | 24 октября 1885 — 11 августа 1975 | 21 мая 1963 — 24 мая 1973        | Залман Шазар  |
| 4  | Nina Katzir, 1973                                                         | Нина Кацир (урождённая Готлиб)                    | 4 октября 1914 — 12 марта 1986    | 24 мая 1973 — 19 апреля 1978     | Эфраим Кацир  |
| 5  | Flickr — Government Press Office (GPO) — Mrs. Ophira navon                | Офира Навон (урождённая Резников-Эрез)            | 21 января 1936 — 26 августа 1993  | 19 апреля 1978 — 5 мая 1983      | Ицхак Навон   |
| 6  | Mrs-aurora-herzog                                                         | Ора Герцог (урождённая Амбаш)                     | 24 декабря 1924 — 10 января 2022  | 5 мая 1983 — 13 мая 1993         | Хаим Герцог   |
| 7  | Dov                                                                       | Реума Вейцман (урождённая Шварц)                  | 18 августа 1925 — 15 апреля 2025  | 13 мая 1993 — 13 июля 2000       | Эзер Вейцман  |
| 8  | Gila Katsav D653-076 (cropped)                                            | Гила Кацав (урождённая Пардани)                   | род. в 1948 году                  | 1 августа 2000 — 1 июля 2007     | Моше Кацав    |
| 9  | Flickr — Government Press Office (GPO) — Sonia and Shimon Peres (cropped) | Соня Перес (урождённая Гельман)                   | 27 марта 1923 — 20 января 2011    | 15 июля 2007 — 20 января 2011    | Шимон Перес   |
| 10 | Nechama Rivlin (cropped)                                                  | Нехама Ривлин (урождённая Шульман)                | 5 июня 1945 — 4 июня 2019         | 24 июля 2014 — 4 июня 2019       | Реувен Ривлин |
| 11 | Michal Herzog, 2021                                                       | Михаль Герцог (урождённая Афэк)                   | род. 15 мая 1961                  | с 9 июля 2021                    | Ицхак Герцог  |